# Łuszczów
Łuszczów – wieś w Polsce położona w województwie lubelskim, w powiecie hrubieszowskim, w gminie Uchanie.
| SIMC    | Nazwa          | Rodzaj    |
| ------- | -------------- | --------- |
| 1026616 | Pańska Kolonia | część wsi |

W latach 1975–1998 miejscowość administracyjnie należała do województwa zamojskiego.
Wieś jest sołectwem w gminie Uchanie. Według Narodowego Spisu Powszechnego z roku 2011 wieś liczyła 54 mieszkańców i była 24. co do liczby ludności miejscowością gminy.
Wierni Kościoła rzymskokatolickiego należą do parafii św. Stanisława w Teratynie.

## Historia
Słownik geograficzny Królestwa Polskiego z roku 1884 wymienia Łuszczów jako wieś w powiecie hrubieszowskim, gminie Jarosławiec parafii Trzeszczany. 
W 1827 roku było tu 26 domów i  154 mieszkańców. Według Towarzystwa Kredytowego Ziemskiego folwark Łuszczów (z wsią Łuszczów i Lemieszów) był rozległy na 760 mórg w tym: grunta orne i ogrody mórg 515, łąk mórg 144, wody mórg 2, lasu mórg 50, zarośli mórg 30, nieużytki i place stanowiły  19 morgi, budynków z drzewa ogółem 21. 
Wieś Łuszczów osad 24, z gruntem mórg 348, wieś Lemieszów osad 14, z gruntem mórg 285.
W czasie kampanii wrześniowej stacjonowało tu dowództwa III/1 dywizjonu myśliwskiego i IV/1 dywizjonu myśliwskiego Brygady Pościgowej oraz 111 Eskadra Myśliwska, 112 Eskadra Myśliwska, 113 Eskadra Myśliwska, 114 Eskadra Myśliwska, 123 Eskadra Myśliwska i 152 Eskadra Myśliwska.